# Lijst van rivieren in Eritrea

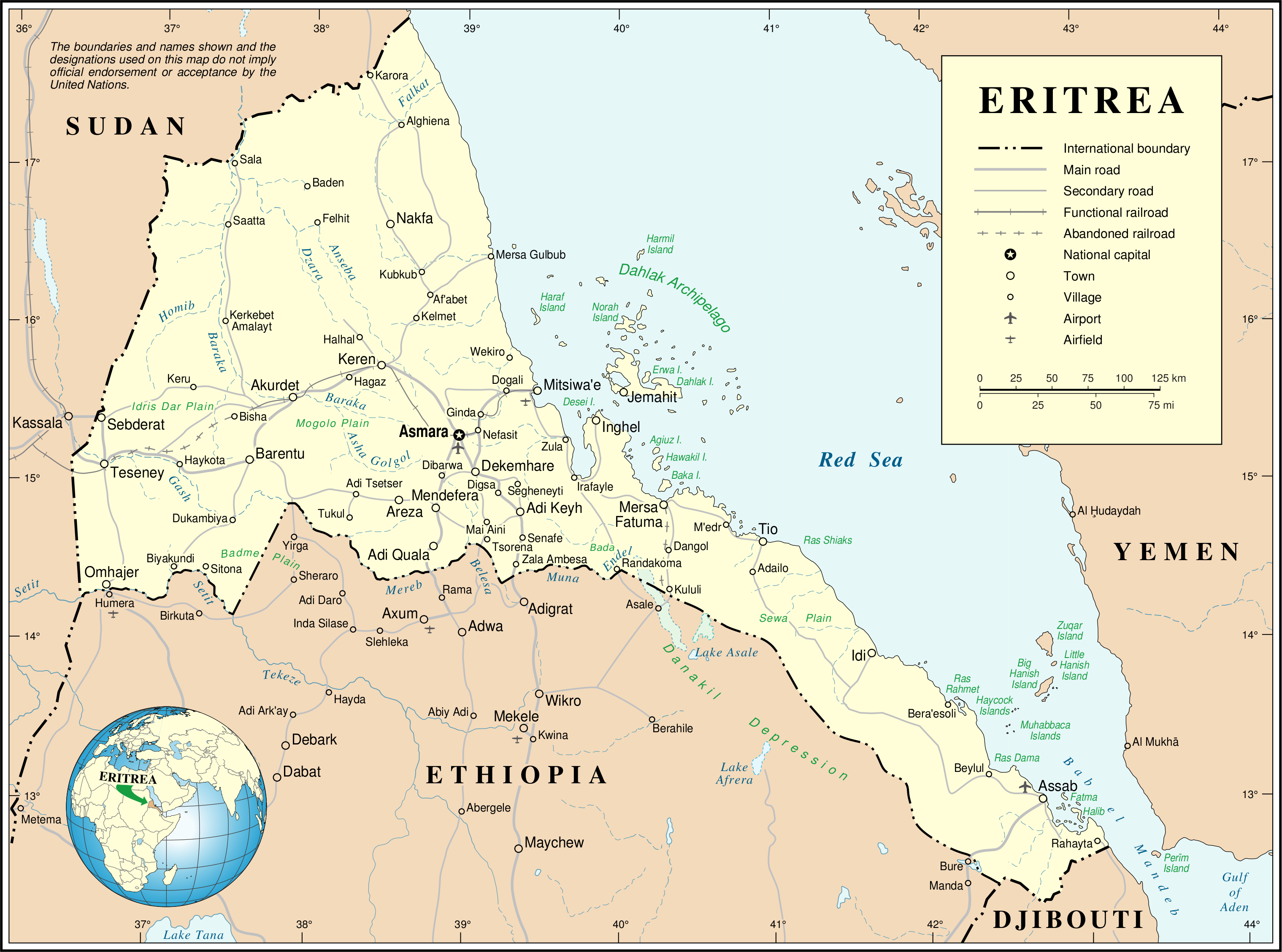
Kaart van Eritrea.

Dit is een lijst van rivieren in Eritrea. De rivieren in deze lijst zijn geordend naar drainagebekken en de opeenvolgende zijrivieren zijn ingesprongen weergegeven onder de naam van elke hoofdrivier. Een aantal rivieren in Eritrea valt geregeld droog.

## Middellandse Zee
- Nijl (Egypte, Soedan)
  - Atbarah (Soedan)
    - Mareb (Gash) (bereikt de Atbarah alleen bij voldoende neerslag)
      - Obel

    - Tekezé

## Rode Zee
- Barka
  - Anseba
    - Zara
    - Koka
    - Fah

  - Mogoraib
  - Langeb
- Damas
- Gonfale
- Wokiro
  - Wadi Laba
- Haddas
  - Aligide
    - Barosio
    - Guwa

  - Comaile
  - Saato

## Alfabetische lijst
- Aligide
- Anseba
- Barka
- Barosio
- Comaile
- Damas
- Fah
- Falkat
- Gonfale
- Guwa
- Haddas
- Koka
- Lebka
- Lalake
- Langeb
- Mareb
- Mogoraib
- Obel
- Regali
- Saato
- Tekezé
- Wadi Laba
- Wokiro
- Zara